# アルステア・キャメロン
アルステア・キャメロン（Alastair Graham Walter Cameron、1925年6月21日 - 2005年10月3日）はカナダの天体物理学者である。
マニトバ州ウィニペグに生物学者の息子に生まれた。マニトバ大学、サスカチュワン大学で学んだ後、1959年にアメリカ合衆国に移り、カリフォルニア工科大学、ゴダード宇宙飛行センター、イェシーバー大学(Yeshiva University)で働いた。 1973年にハーヴァード大学の天文学の教授となった。1976年から1982年の間はアメリカ科学アカデミーの宇宙科学委員会の委員長を務めた。
小惑星(2904)Cameronに命名された。

## 受賞歴
- 1970年：R.M. Petrie 賞（カナダ天文学会）
- 1983年：NASA Distinguished Public Service Medal
- 1988年：J・ローレンス・スミス・メダル（アメリカ科学アカデミー）
- 1989年：ハリー・H・ヘス・メダル（アメリカ地球物理学連合）
- 1994年：レオナード・メダル（国際隕石学会）
- 1997年：ヘンリー・ノリス・ラッセル講師職（アメリカ天文学会）
- 2006年：ハンス・ベーテ賞